# 黃背絲隆頭魚
黃背絲隆頭魚，又稱黃背絲鰭鸚鯛，為輻鰭魚綱鱸形目隆頭魚亞目隆頭魚科的其中一種，分布於中西太平洋區，包括菲律賓、印尼、帛琉等海域，棲息深度6-40公尺，本魚雄性體色依心情及生理階段變異，背鰭顏色從全黃的對紅色或藍色，體自紅色到粉紅色或白色，背鰭硬棘11枚，背鰭軟條9枚，臀鰭硬棘3枚，臀鰭軟條9枚，體長可達6.5公分，棲息在珊瑚生長的礁坡碎石區海域，成小群活動，生活習性不明。

## 擴展閱讀
維基物種上的相關：黃背絲隆頭魚
1. ↑  Cheung, W.W.L., Liu, M., Craig, M. & Rocha, L. 2010. Cirrhilabrus flavidorsalis. In: IUCN 2013. IUCN Red List of Threatened Species. Version 2013.1. www.iucnredlist.org. Downloaded on 03 November 2013.